# Sally Doherty
Sally Doherty (Wiltshire, 15 settembre 1971) è una cantante e flautista britannica.

## Biografia
Inizia la sua carriera nel 1994 per pubblicare il suo primo album omonimo nel 1996 per la Drag & Drop Elves.
Nel 1998 produce il suo primo album con la band al femminile The Sumacs dal titolo Sleepy Memory
Come voce dei Planet Funk, nel 2002, ha dato la voce all'album Non Zero Sumness e partecipato al tour internazionale.

## Discografia

### Solista
- 1996 - Sally Doherty
- 1999 - Empire of Death
- 2005 - Foolish Heart
- 2007 - Electric Butterfly

### Con Sally Doherty and The Sumacs
- 1998 - Sleepy Memory
- 2000 - On the Outside
- 2002 - Black Is the Colour

### Con i Planet Funk
- 2002 - Non Zero Sumness